# پسر روزنامه فروش (فیلم ۲۰۱۲)
پسر روزنامه فروش (به انگلیسی: The Paperboy) فیلمی است محصول سال ۲۰۱۲ و به کارگردانی لی دنیلز است. در این فیلم بازیگرانی همچون متیو مک‌کانهی، زک افران، نیکول کیدمن، میسی گری، اسکات گلن، ند بلامی و دیوید اویلوو ایفای نقش کرده‌اند.
فیلم در مورد یک خبرنگار بنام «وارد جانسن» (متیو مک‌کانهی) به‌همراه برادر کوچکترش «جک» (زک افران) است که برای تحقیق در مورد یک پرونده جنایی به شهر مادری اش در فلوریدا بازمی‌گردد.

## داستان
در تابستان ۱۹۶۹، آنیتا، خدمتکار سابق خانواده جانسن، ماجرای بازگشت وارد جانسن، خبرنگار آرمان‌گرای «میامی تایمز»، به شهر زادگاهش، «لیتلی فلوریدا» را روایت می‌کند. وارد قصد دارد دربارهٔ پرونده قتل بحث‌برانگیز هیلاری ون واتر، شکارچی تمساح محکوم به اعدام در سال ۱۹۶۵، تحقیق کند. ون واتر به قتل یک کلانتر محلی فاسد متهم شده است.
وارد و همکارش، یاردلی آچمن، با هدف افشای نقص‌های رویه‌ای در دادگاه، از جمله شواهد گم‌شده‌ای که آن را به بی‌عدالتی سیستماتیک نسبت می‌دهند، تحقیقات خود را آغاز می‌کنند. تلاش‌های آن‌ها با شارلوت بلس، زن اهل آلاباما، تلاقی پیدا می‌کند. شارلوت پس از نامه‌نگاری با ون واتر، او را بی‌گناه می‌داند و قصد دارد پس از تبرئه با او ازدواج کند.
وارد برادر کوچکترش، جک، را به عنوان راننده برای تحقیقات استخدام می‌کند. جک، دانشجوی انصرافی که برای پدرش در روزنامه محلی کار می‌کند، شیفته شارلوت می‌شود. این رابطه به دلیل تمایلات جنسی آزاد شارلوت پیچیده می‌شود؛ او درخواست‌های جک را رد می‌کند تا دوستی‌شان حفظ شود. با این حال، بعداً با ادرار کردن روی زخم‌های جک پس از نیش عروس دریایی، جان او را نجات می‌دهد. این اتفاق توسط پدر جک در روزنامه‌اش بزرگ‌نمایی می‌شود و تنش بین جک و یاردلی را برمی‌انگیزد. در یک درگیری بعدی، جک به یاردلی توهین نژادی می‌کند که به رابطه آن‌ها آسیب می‌زند و آنیتا، محرم و مادرخوانده جک را ناراحت می‌کند.
تحقیقات گروه را به عموی ون واتر، تایری، ساکن منزوی باتلاق، می‌رساند. تایری با اکراه یک علت غیبت ارائه می‌دهد و ادعا می‌کند که او و ون واتر در شب قتل در حال دزدیدن چمن از یک زمین گلف بوده‌اند. در حالی که یاردلی ادعا می‌کند که این علت غیبت را با یک توسعه‌دهنده ناشناس تأیید کرده است، وارد به انگیزه‌های یاردلی مشکوک می‌شود. تردیدهای او پس از یک حادثه خشونت‌آمیز در یک بار که منجر به ضرب و شتم شدید وارد می‌شود، شدت می‌یابد. جک که شاهد این ماجراست، به یکی از مهاجمان حمله می‌کند اما نمی‌تواند از بستری شدن برادرش جلوگیری کند.
در بحبوحه این آشفتگی، شارلوت و جک یک رابطه عاشقانه کوتاه دارند، هرچند شارلوت بر تعهد خود به ون واتر تأکید می‌کند. در همین حال، یاردلی یک مقاله افشاگرانه را با همکاری وارد منتشر می‌کند که منجر به عفو ون واتر می‌شود. پس از آزادی، ذات واقعی ون واتر (نژادپرست، سوءاستفاده‌گر و فریبکار) آشکار می‌شود که با شخصیت او در نامه‌ها به شارلوت در تضاد است. او شارلوت را مجبور به زندگی آسیب‌زا در باتلاق‌ها می‌کند، جایی که او در نهایت نامه‌ای برای کمک به جک می‌فرستد. نامه رهگیری می‌شود تا اینکه آنیتا به‌طور محرمانه آن را در عروسی پدر جک تحویل می‌دهد و جک و وارد در حال بهبودی را به رویارویی با ون واتر سوق می‌دهد.
برادران شارلوت را کشته پیدا می‌کنند که منجر به درگیری خشونت‌آمیز می‌شود. ون واتر گلوی وارد را پاره می‌کند و او را می‌کشد و جک را تعقیب می‌کند. جک با استفاده از مهارت‌های شنای خود فرار می‌کند. ون واتر بعداً دستگیر و به قتل وارد و شارلوت محکوم و اعدام می‌شود. آنیتا روایت خود را با اشاره به دیدار مجدد جک با مادرش در مراسم خاکسپاری وارد و اندوه پایدار او برای شارلوت، اولین عشق نافرجامش، به پایان می‌رساند.
تبعات این تحقیقات فریب‌های عمیق‌تری را آشکار می‌کند: یاردلی، که مشخص می‌شود یک آمریکایی است که هویت انگلیسی را برای پیشرفت شغلی خود جعل کرده است، اعتراف می‌کند که شهادت توسعه‌دهنده را جعل کرده است. همجنس‌گرایی پنهان وارد، که توسط یاردلی فاش می‌شود، خیانت‌های شخصی و حرفه‌ای موجود در پرونده را بیشتر برجسته می‌کند. این تراژدی جک را سرگردان رها می‌کند، در حالی که او اجساد برادرش و شارلوت را به خانه می‌آورد و نماد عواقب برگشت‌ناپذیر آرمان‌گرایی نابجا و روابط گسسته است.

## واکنش‌ها به فیلم
فیلم با واکنش‌های متفاوتی از سوی منتقدان روبرو شد. برخی آن را با اولین کارگردانی لی دنیلز، مشت بازی (فیلم)، مقایسه کردند.
رابی کولین از دیلی تلگراف در ابتدا از این فیلم در جشنواره کن خوشش نیامد، اما تقریباً یک سال بعد در زمان اکران بریتانیا، نظر مثبتی به آن پیدا کرد. او نوشت: «این اثر هنری تماماً شهوت است، بدون احتیاط؛ سرابی مست‌کننده از سکس، باتلاق‌ها و موسیقی سول که چیزی جز سهیم شدن شما در شوخی را نمی‌خواهد. خدا را شکر که بالاخره فهمیدمش.»
بیشترین تمجیدها از نیکول کیدمن برای ایفای نقش شارلوت بلس بود. کولین نوشت که او از زمان داگویل (۲۰۰۳) به این خوبی نبوده و… حس شهوانی را مانند حلزون ترشح می‌کند." پیتر بردشاو از گاردین گفت: "نیکول کیدمن واقعاً در نقش شارلوت عالی است: بامزه، جذاب، و به طرز غم‌انگیزی آسیب‌پذیر." سوفیا پانده از نپالی تایمز نوشت: "این فیلم ممکن است سلیقه شما نباشد. اغلب اغراق‌آمیز و بسیار خشن است، اما این سبک لی دنیلز است. همین سبک است که با هوش، مهارت انکارناپذیر کارگردانی، و دانش صمیمی او از شخصیت‌های عمیقاً ناقص اما بسیار انسانی‌اش، فیلمی چنین جذاب را می‌سازد." با این حال، اتحادیه روزنامه‌نگاران زن سینما، کیدمن را در رده "بازیگری که بیش از همه به یک مدیر برنامه جدید نیاز دارد" نامزد کرد.

### نظرات کلی و امتیازات
در راتن تومیتوز، این فیلم بر اساس ۱۴۵ نقد، امتیاز تأیید ۴۶٪ و میانگین امتیاز ۵٫۲۰/۱۰ را دارد. اجماع منتقدان وب‌سایت اینگونه است: ""پسر کاغذی" زباله و ملودراماتیک است، اما توسط بازیگران قوی و داستانی داغ و کثیف زنده می‌شود، اما ناهموار است و اغلب به سمت اغراق پیش می‌رود." در متاکریتیک، این فیلم بر اساس ۳۸ نقد، میانگین وزنی امتیاز ۴۵ از ۱۰۰ را کسب کرده که نشان‌دهنده "نقدهای مختلط یا متوسط" است.
کارکنان ای.وی. کلاب آن را بدترین فیلم سال ۲۰۱۲ نامیدند. مایکل شولمن، منتقد فیلم نیویورکر، این فیلم را «به طرز هیجان‌انگیزی مبتذل و بی‌معنی» خواند. استیون ویتی از «نیوآرک استار-لجر» دربارهٔ فیلم نوشت: «فقط یک آشغال زشت.» در حالی که میک لاسال از سان فرانسیسکو کرونیکل اساساً توصیه کرد که فیلم را «با کمک ضروری آن اختراع شگفت‌انگیز اواخر قرن بیستم: فوروارد سریع» تماشا کنید. ای.او. اسکات از نیویورک تایمز گفت که این فیلم «چیزی است که محققان سینما (و کسانی که به زبان بومی فیلم مسلط هستند) ممکن است آن را یک آشفتگی داغ بنامند.»